# Kasteel Purtse
Kasteel Purtse, ook bekend als Purtse mõis in het Estisch, is een historisch stadskasteel gelegen in Purtse, in het noordoosten van Estland. Gebouwd in het midden van de 16e eeuw door landeigenaar Johann von Taube, weerspiegelt het kasteel een overgangsperiode van de late gotische bouwstijl naar de opkomende renaissance-ideeën. Met drie verdiepingen diende het oorspronkelijk als een versterkt landhuis, met opslag op de onderste verdieping, woonruimte op de middelste verdieping en een defensieve functie op de bovenste verdieping.
Gedurende zijn rijke geschiedenis heeft Kasteel Purtse verschillende eigenaren gehad, waaronder Henrik Fleming en de von Stackelberg-familie. Het kasteel heeft diverse doeleinden gediend, zoals een feodaal huis, fortificatie, kelder, melkkamer, graanopslag, gevangenis en zelfs als werknemersverblijf. Ondanks herhaalde branden en volledige verlating na 1940, werd het kasteel tussen 1987 en 1990 gerestaureerd. Tegenwoordig geniet het kasteel bescherming als een cultureel monument in Estland.